# Alma (Illinois)
Alma és una població dels Estats Units a l'estat d'Illinois. Segons el cens del 2000 tenia 386 habitants.

## Demografia
Segons el cens del 2000, Alma tenia 386 habitants, 167 habitatges, i 101 famílies. La densitat de població era de 138 habitants/km².
Dels 167 habitatges en un 29,3% hi vivien nens de menys de 18 anys, en un 45,5% hi vivien parelles casades, en un 8,4% dones solteres, i en un 39,5% no eren unitats familiars. En el 37,1% dels habitatges hi vivien persones soles el 18,6% de les quals corresponia a persones de 65 anys o més que vivien soles. El nombre mitjà de persones vivint en cada habitatge era de 2,31 i el nombre mitjà de persones que vivien en cada família era de 3,06.
Per edats la població es repartia de la següent manera: un 25,4% tenia menys de 18 anys, un 9,1% entre 18 i 24, un 26,9% entre 25 i 44, un 21,2% de 45 a 60 i un 17,4% 65 anys o més.
L'edat mediana era de 38 anys. Per cada 100 dones de 18 o més anys hi havia 90,7 homes.
La renda mediana per habitatge era de 27.083 $ i la renda mediana per família de 30.208 $. Els homes tenien una renda mediana de 30.938 $ mentre que les dones 17.308 $. La renda per capita de la població era de 12.693 $. Aproximadament el 14,1% de les famílies i el 24,9% de la població estaven per davall del llindar de pobresa.

## Poblacions properes
El següent diagrama mostra les poblacions més properes.